# The Malloys
The Malloys je radno ime braće Emmett Malloy i Brendan Malloy, koji režisiraju spotove i filme. Imaju ugovor s HSI Productions.

## Videografija
- "Love Dealer" od Esmée Dentersa i Justina Timberlaka (2010.)
- "Blah Blah Blah" od Ke$he i 3OH!3 (2010.)
- "Giving Up The Gun"" od Vampire Weekend (2010.)
- "Substitution" od Silversun Pickups (2009.)
- "Hate Everyone" od Say Anything (2009.)
- "Community Property" od Steel Panther (2009.)
- "Fallin' for You" od Colbie Caillat (2009.)
- "Here We Go Again" od Demi Lovato (2009.)
- "Paranoid" od Jonas Brothers (2009.)
- "Don't Wanna Cry" od Pete Yorn (2009.)
- "Sooner or Later" od N*E*R*D (2009.)
- "Troublemaker" od Weezer (2008.)
- "Dig Out Your Soul in the Streets" od Oasis (2008.)
- "Single Fins & Safety Pins" od Japanese Motors (2008.)
- "Cigarette Eyes" od Matt Costa (2008.)
- "Always Where I Need to Be" od The Kooks (2008.)
- "Love Is Free" od Sheryl Crow (2008.)
- "Always Be" od Jimmy Eat World (2008.)
- "La La Land" od Demi Lovato (2008.)
- "Burnin' Up od Jonas Brothers (2008.)
- "You Don't Know What Love Is (You Just Do as You're Told)" od The White Stripes (2007.)
- "Icky Thump" od The White Stripes (2007.)
- "Built to Last" od Mêlée (2007.)
- "Hang Me Up to Dry" od Cold War Kids (2007.)
- "Girlfriend" od Avril Lavigne (2007.)
- "Work It Out" od Jurassic 5 featuring Dave Matthews Sastav (2006.)
- "The Adventure" od Angels & Airwaves (2006.)
- "Face up" od Ted Lennon (2006.)
- "Cold December" od Matt Costa (2006.)
- "Dimension" od Wolfmother (2006.)
- "Upside down" od Jack Johnson (2006.)
- "Better Together" od Jack Johnson (2006.)
- "Mind's Eye" od Wolfmother (2005.)
- "I'm Feeling You" od Santana (2005.)
- "Landed" od Ben Folds (2005.)
- "My Doorbell" od The White Stripes (2005.)
- "Don't Phunk With My Heart" od Black Eyed Peas (2005.)
- "Sitting Waiting Wishing" od Jack Johnson (2005.)
- "He Wasn't" od Avril Lavigne (2005.)
- "New Slang" (2. verzija) od The Shins (2005.)
- "Afternoon Delight" od Will Ferrell (2004.)
- "Cold and Empty" od Kid Rock (2004.)
- "Last Summer" od Lostprophets (2004.)
- "The Unnamed Feeling" od Metallica (2004.)
- "Shut Up" od Black Eyed Peas (2003.)
- "Diamonds on the Inside" od Ben Harper (2003.)
- "St. Anger" od Metallica (2003.)
- "Drowning" od Crazy Town (2003.)
- "Head On Collision" od New Found Glory (2002.)
- "The Taste of Ink" od The Used (2002.)
- "Crew Deep" od Skillz (2002.)
- "Now" od Def Leppard (2002.)
- "Falling for You" od Student Rick (2002.)
- "Complicated" od Avril Lavigne (2002.)
- "My Friends Over You" od New Found Glory (2002.)
- "Attitude" od Alien Ant Farm (2002.)
- "Amber" od 311. (2002.)
- "First Date" od Blink 182 (2002.)
- "Another Perfect Day" od American Hi-Fi (2001.)
- "The Rock Show" by Blink 182 (2001.)
- "Lipstick and Bruises" od Lit (2001.)
- "You're a God" od Vertical Horizon (2001.)
- "A Little Respect" od Wheatus (2001.)
- "Breakout" od Foo Fighters (2000.)
- "Responsibility" od MxPx (2000.)

## Vanjeske poveznice
- mvdbase.com - Videografija The Malloysa  Arhivirana inačica izvorne stranice od 8. veljače 2009. (Wayback Machine) (engl.)